# بلک بیر اسپرینگ (آریزونا)
بلک بیر اسپرینگ (به انگلیسی: Black Bear Spring) یک منطقهٔ مسکونی در ایالات متحده آمریکا است که در آریزونا واقع شده‌است. بلک بیر اسپرینگ ۲٬۳۰۷ متر بالاتر از سطح دریا واقع شده‌است.